# Alcoba
Alcoba település Spanyolországban, Ciudad Real tartományban. Alcoba Fontanarejo, Horcajo de los Montes, Navalpino, Navas de Estena, Retuerta del Bullaque és El Robledo községekkel határos. Lakosainak száma 567 fő (2024).

## Népesség
A település népessége az elmúlt években az alábbi módon változott:
| Lakosok száma | 784  | 757  | 744  | 714  | 706  | 639  | 614  | 583  | 540  | 567  |
|               | 2001 | 2004 | 2006 | 2009 | 2011 | 2014 | 2016 | 2019 | 2021 | 2024 |